# ロデル・マヨール
ロデル・マヨール（Rodel Mayol、1981年8月9日 - ）は、フィリピンのプロボクサー。マンダウエ出身。元WBC世界ライトフライ級王者。2006年2月から6月まで三迫ボクシングジム所属。本来は左利きであるが、オーソドックスに構える。

## 来歴
アマチュア時代には124戦120勝4敗という戦績を残した。
2000年7月1日、ALAジム（フィリピン南部最大の名門ジム）からプロデビュー。
2000年12月2日、4戦目でフィリピンミニマム級王座決定戦に出場し、1回TKO勝ちで王座を獲得。
2001年1月28日、兵庫県・高砂市総合体育館で中島健と対戦し、6回3-0の判定勝ち。
2003年12月7日、徳山大学体育館でOPBF東洋太平洋ミニマム級王者大中元気と対戦し、1回TKO勝ちで王座を獲得した。戦績は15戦15勝となった。
2005年4月4日、大阪市中央体育館で興梠貴之と対戦し、12回3-0の判定勝ち。3度目の防衛に成功した。
2006年1月28日、メキシコ・カンクンで行われたWBC世界ミニマム級王座挑戦者決定戦でロレンソ・トレホと対戦し、4回KO勝ちで王座挑戦権を獲得した。
2006年2月23日付けで三迫ボクシングジム所属となった（普段はドリームボクシングジムで練習を行っていた）。
2006年5月6日、後楽園ホールでWBC世界ミニマム級王者イーグル京和と対戦し、12回0-3の判定負けで王座獲得に失敗した。また、デビューからの連勝記録も22で止まった。
2006年9月18日、パシフィコ横浜で岡田正継に初回KO勝利を収めて再起に成功した。この試合を最後に三迫ジムを離れ、2007年7月以降はフィリピンのライセンスに戻しての活動となった。
2007年8月4日、アメリカのオールステート・アリーナでIBF世界ライトフライ級王者ウリセス・ソリスと対戦し、8回KO負けで王座獲得に失敗した。
2008年8月16日、フィリピンライトフライ級王座決定戦に出場し、7回2-1の負傷判定勝ちで王座を獲得した。
2009年6月13日、マディソン・スクエア・ガーデンでWBO世界ライトフライ級王者イヴァン・カルデロンと対戦し、三者三様の6回負傷引分で王座獲得に失敗した。9月12日、カルデロンとタイトルマッチで再戦するも、7回にまたしても負傷判定となり1-2で敗れ、王座獲得に失敗した。
2009年11月21日、WBC世界ライトフライ級王者エドガル・ソーサ（メキシコ）に挑戦し、2RKO勝ちを収め王座を獲得した。
2010年2月27日、初防衛戦でオマール・ニーニョ・ロメロ（メキシコ）と対戦。3回、ニーニョのローブローでレフェリーが割って入ろうとしたところに左フックを受け、マヨールは失神。協議の結果、テクニカルドローとなり、初防衛に成功した。
2010年6月20日、2度目の防衛戦で前回対戦したオマール・ニーニョ・ロメロと対戦。2回と4回にバッティングで減点され、12回判定(0-3)で敗れて2度目の防衛に失敗。王座から陥落した。
2012年9月22日、IBF世界スーパーフライ級王者ファン・カルロス・サンチェス・ジュニアと対戦し、序盤は優位に進めたが中盤にかけてサンチェス・ジュニアにペースを握られ、9回右ストレートが当たるとちょうど中継していたBOXアステカの放送席まで吹っ飛び、マヨールも慌てて戻るもすでにカウントアウト。9回2分25秒KO負けで飛び級での2階級制覇に失敗した。

## 獲得タイトル
- 第10代OPBF東洋太平洋ミニマム級王座（防衛3度）
- WBC世界ライトフライ級王座（防衛1度）